# Omogenitorialità

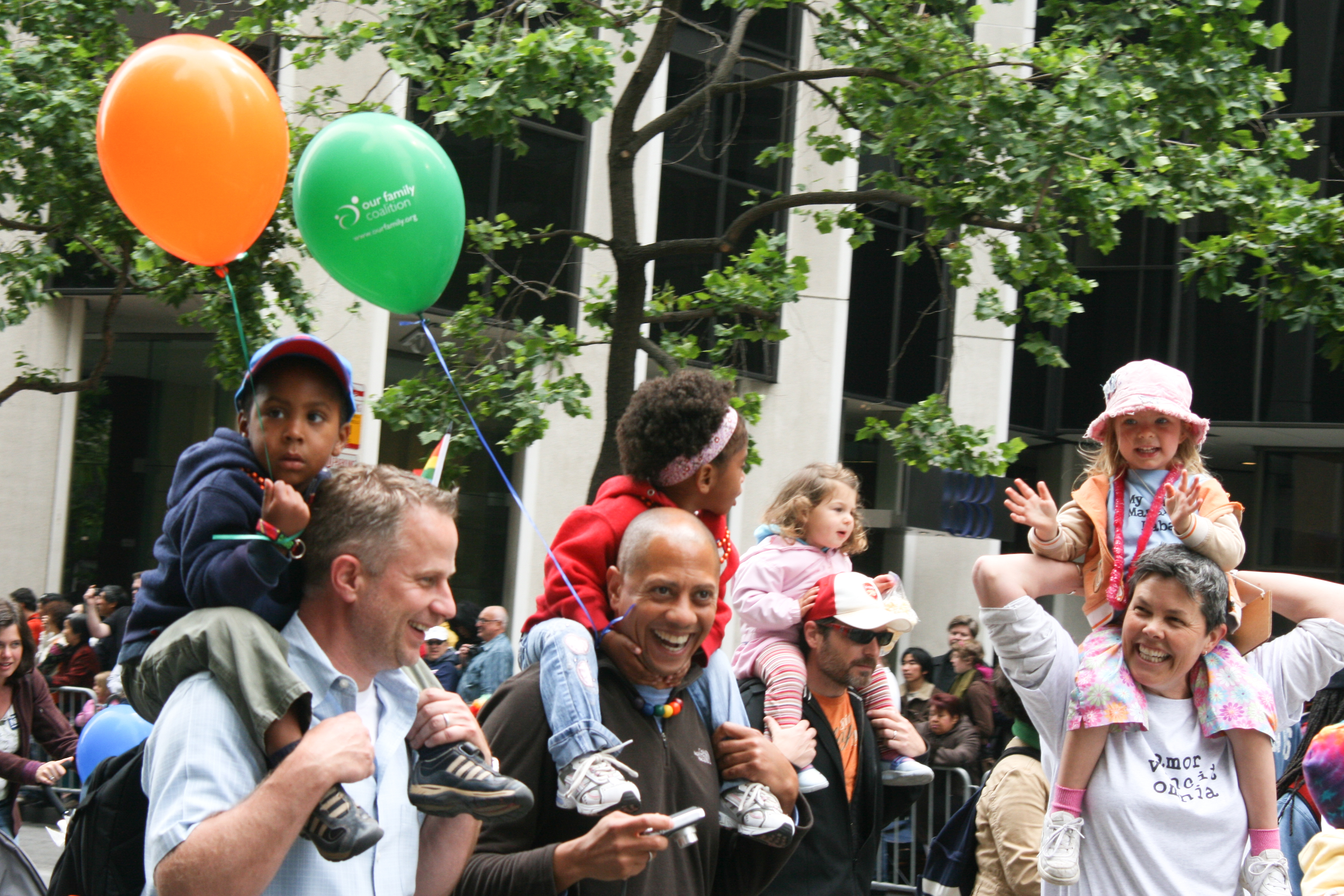
Genitori omosessuali

L'omogenitorialità è il legame, di diritto o di fatto, tra uno o più bambini (sia figli biologici sia adottati) e una coppia omosessuale. Il termine omoparentalità, composto di "omo-" e "parentalità" e utilizzato come sinonimo, è un calco approssimativo dell'inglese homoparentality, che a sua volta è un composto di parent che significa "genitore"; per questo motivo, omoparentalità è da considerarsi impreciso nella lingua italiana (oltre a essere formalmente inesatto perché non si riferisce direttamente alla genitorialità, parente esiste in italiano ma con un significato diverso e più ampio di genitore) ed è quindi preferibile omogenitorialità, che invece esprime perfettamente il concetto inteso.
L'omogenitorialità è soggetta alle varie leggi nazionali, che talvolta la consentono e talvolta la proibiscono.
Nei decenni passati, in maniera più o meno legale, sono cresciuti in famiglie omogenitoriali decine di migliaia di bambini, e il fenomeno è stato ampiamente studiato da psicologi, pediatri, psichiatri, sociologi di tutto il mondo, arrivando alla conclusione che i figli di coppie omosessuali hanno la stessa possibilità di crescere sani quanto i figli di coppie eterosessuali.

## Metodi disponibili
Per una coppia omosessuale sono disponibili diversi metodi per ottenere un figlio, soggetti alle varie legislazioni nazionali, per cui in alcuni paesi è possibile ricorrere a uno o più di questi metodi, mentre in molti altri è del tutto impossibile per una coppia omosessuale avere legalmente un figlio proprio.

### Adozione
Adozione legale
     Adozione del figlio del partner legale
     Nessuna legislazione al riguardo o illegale

Stato legale delle adozioni da parte di coppie dello stesso sesso nel mondo
Adozione legale
Adozione del figlio del partner legale
Nessuna legislazione al riguardo o illegale

L'adozione da parte di coppie omosessuali è legale in gran parte dell'America del nord e del sud e in quasi tutta l'Europa occidentale. Nel resto del mondo la maggior parte delle legislazioni non la permette. In alcuni stati è consentito da parte di un omosessuale adottare il figlio del proprio partner, ottenuto in una precedente relazione eterosessuale; questa possibilità passa sotto il nome di  stepchild adoption.

### Surrogazione di maternità
Legale sia in forma retribuita sia altruistica
     Senza regolamentazione giuridica
     Legale solo in forma altruistica
     Permessa tra parenti fino al secondo grado di consanguineità
     Proibita
     Situazione non regolamentata/incerta

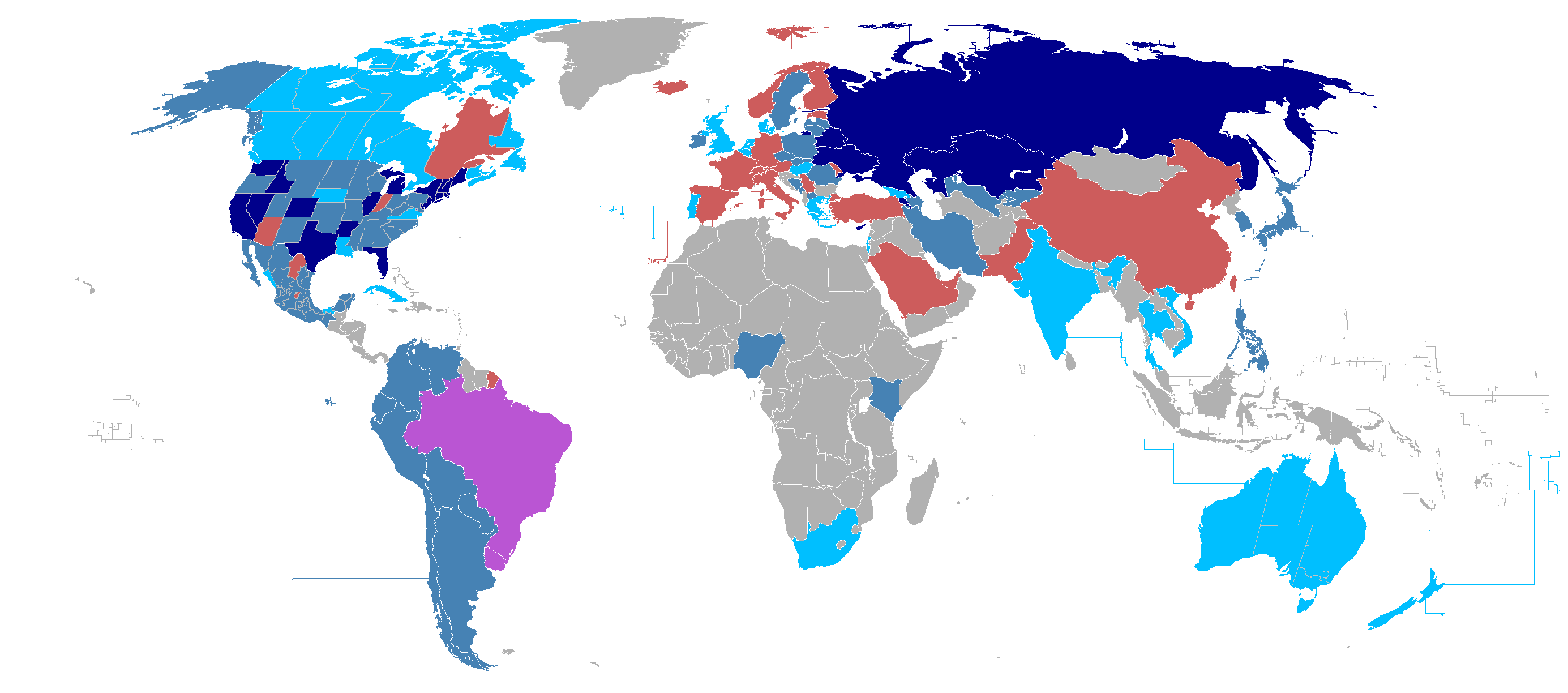
Status giuridico della surrogazione di maternità nel mondo:
Legale sia in forma retribuita sia altruistica
Senza regolamentazione giuridica
Legale solo in forma altruistica
Permessa tra parenti fino al secondo grado di consanguineità
Proibita
Situazione non regolamentata/incerta

La surrogazione di maternità è una pratica controversa e vietata in molti paesi, che consiste nell'inseminazione di una donna, esterna alla coppia omosessuale, che quindi affronta la gestazione e il parto per poi concedere la parentalità alla coppia omosessuale, che si prenderà cura del figlio dal momento della sua nascita. Questo metodo è talvolta indicato con la formula "utero in affitto", a sottolineare una natura commerciale del contratto tra la madre biologica e i genitori adottivi; tuttavia alcuni paesi permettono la maternità surrogata "altruistica", senza cioè compenso per la gestante, o generalmente nel caso che la donna sia parente di uno dei genitori adottivi.

### Inseminazione
Le coppie lesbiche possono ricorrere direttamente all'inseminazione di una delle due partner grazie a un donatore di sperma. In questo caso il materiale spermatico del donatore viene introdotto nell'apparato riproduttore della madre tramite uno dei diversi metodi disponibili: i principali sono l'inseminazione intrauterina e quella intracervicale.
Nel caso in cui la semplice inseminazione artificiale non sia sufficiente, per un problema di infertilità della genitrice, è possibile ricorrere ad altre tecniche utilizzate anche dalle coppie eterosessuali, come la fecondazione in vitro con trasferimento dell'embrione. Una variante di questo metodo, pensata per aumentare il coinvolgimento di entrambe le genitrici rispetto alla semplice inseminazione artificiale, si chiama Reciprocal IVF (fecondazione in vitro reciproca) e consiste nella fecondazione in vitro di un ovulo di una delle due donne, che viene poi impiantato nell'utero dell'altra, così che nella coppia una donna svolga il ruolo di donatrice dell'ovulo, e l'altra di gestante

### Situazioni non regolamentate
Anche dove la genitorialità delle coppie omosessuali non è consentita dalla legge, molte persone omosessuali sono genitori, per esempio nel caso di figli avuti prima del coming out. In alcuni casi i figli vivono nella casa del genitore omosessuale. Alcuni omosessuali si uniscono in un matrimonio tradizionale per desiderio di famiglia o per ragioni spirituali. In alcuni casi, i figli non sanno di avere un genitore omosessuale.

### Considerazioni sulla legislazione
Il riconoscimento legale delle possibilità delle coppie omosessuali di accedere alla genitorialità viene considerato un diritto LGBT, e richiesto dalle associazioni di tale categoria. Al contrario, le associazioni di stampo conservatore rifiutano questo genere di riforme avanzando spesso l'argomento del diritto dei minori ad avere una "mamma" e un "papà", contrapposto appunto al "diritto ad avere figli" da parte della coppia. Tuttavia, l'argomento giuridico cardine che legittima, sia a livello giurisdizionale che legislativo, l'adozione da parte di coppie omosessuali è legato al concetto del child best interest (il miglior interesse del figlio) ad avere due figure genitoriali stabili. Secondo le organizzazioni per i diritti delle coppie omosessuali questo del "diritto dei bambini ad avere due genitori etero" è un argomento viziato in quanto le ricerche accreditate presso la comunità scientifica evidenziano che i minori hanno anzitutto bisogno di avere come genitori persone che si prendano cura di loro senza riserve ed in modo adeguato, al di là del genere o sesso di appartenenza. Le coppie omosessuali non vantano perciò più diritto di quelle eterosessuali ad avere dei bambini in adozione, ma rivendicano quello di non essere escluse a priori da tale possibilità solo in quanto omosessuali.

## Dimensioni del fenomeno

### Stati Uniti
Un censimento svolto nel 2000 negli USA riporta che il 33% delle coppie lesbiche e il 22% delle coppie gay ha almeno un figlio al di sotto dei 18 anni che vive con loro. Nel 2005, negli USA i figli di coppie omosessuali erano circa 270 313.
Si stima che negli Stati Uniti ci siano tra 1 milione e 5 milioni di madri lesbiche.

### Italia
Secondo una ricerca del 2005 condotta da Arcigay, con il patrocinio dell'Istituto Superiore di Sanità, il 17,7% dei gay e il 20,5% delle lesbiche con più di 40 anni ha almeno un figlio. Prendendo tutte le fasce d'età, sono genitori un gay o una lesbica su 20 mentre il 49% delle coppie omosessuali vorrebbe poter adottare un bambino. Indicazioni numeriche si possono trarre da ricerche sociologiche realizzate nel 2001 e nel 2003, secondo le quali il 3,4% dei gay è padre e il 5,4% delle lesbiche madre. I figli/e sono stati concepiti per il 76% dei casi in una relazione matrimoniale, nell'11% in una relazione eterosessuale e il rimanente 13% con un rapporto occasionale.
L'omogenitorialità e il rapporto tra la prole e il genitore non consanguineo non sono specificamente regolamentate dalla legislazione, malgrado le rivendicazioni in particolare dall'associazione Famiglie arcobaleno, che nel maggio 2008 ha promosso una proposta di legge sul tema e sulla famiglia di fatto.

## Effetti sulla crescita dei bambini

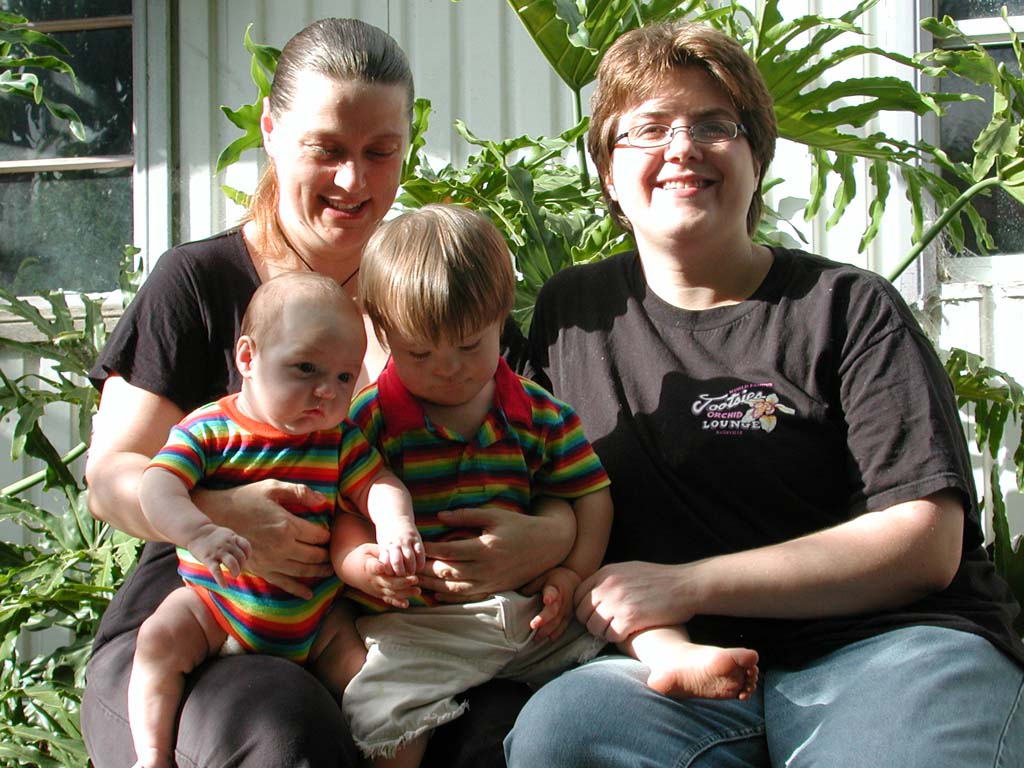
Famiglia lesbica

Esiste un largo consenso nella comunità scientifica sul fatto che, in sintesi, i genitori omosessuali sono in media altrettanto adeguati delle coppie eterosessuali, cioè che i figli di coppie omosessuali mostrano lo stesso adattamento emotivo, comportamentale e sociale degli altri.

### Evidenze scientifiche
Numerosi studi condotti dall'American Psychological Association, American Psychiatric Association, American Academy of Pediatrics e altri gruppi di studio non hanno evidenziato alcuna differenza negli effetti dell'omogenitorialità rispetto alla genitorialità eterosessuale, neppure con riferimento alle dinamiche interne alla coppia dopo l'arrivo dei figli.
L'American Psychological Association nel luglio 2004 ha dichiarato:
Successivi studi si sono focalizzati non più sullo sviluppo del bambino in sé, quanto sul legame instaurato con i propri genitori, definito “legame di attaccamento”.
In particolare, è stato confrontato il legame di attaccamento del bambino con genitori omosessuali e con genitori eterosessuali, per cogliere eventuali differenze negli stili di attaccamento.
Questi studi confrontano lo stile di attaccamento di bambini con padri omosessuali, madri lesbiche e genitori eterosessuali, riportando livelli significativamente più alti di attaccamento sicuro-autonomo in bambini con genitori omosessuali, rispetto a bambini con genitori eterosessuali.
Come dichiarato il 28 luglio e 30 luglio 2004 l'American Psychological Association sostiene le adozioni da parte di coppie dello stesso sesso e l'omogenitorialità. Anche associazioni come l'American Medical Association, il Child Welfare League of America, il North American Council on Adoptable Children, l'American Academy of Pediatrics e l'American Accademia of Family Physicians supportano l'omogenitorialità, chiedendo la fine delle discriminazioni per le famiglie con genitori dello stesso sesso.
Nel maggio 2006, una relazione fatta dal Dipartimento di Giustizia del Canada sullo sviluppo delle abilità sociali dei bambini attraverso i vari tipi di famiglia e pubblicata successivamente dal governo canadese, nonostante il primo ministro Stephen Harper (CPC) fosse contrario all'omogenitorialità, ha evidenziato che:
Sempre nello stesso anno, uno studio dell'American Civil Liberties Union dimostrò che la maggior parte degli studi comparati sociologici indicano che i bambini cresciuti in famiglie omogenitoriali sono «relativamente normali». Quando si comparano questi bambini con quelli di genitori eterosessuali, non si nota alcuna differenza «nelle valutazioni di popolarità, nell'adeguamento sociale, nei comportamenti di ruoli di genere, identità di genere, intelligenza, coscienza di sé, problemi emotivi, propensione al matrimonio e alla genitorialità, sviluppo morale, indipendenza, nelle funzioni del sé, nelle relazioni con gli oggetti o autostima».
Numerose ricerche pubblicate negli ultimi 30 anni su riviste specializzate, tramite il sistema della revisione scientifica, confermano le conclusioni già citate, mostrando condizioni di crescita e benessere analoghe tra i figli di coppie omosessuali ed eterosessuali e sostenendo l'equivalenza tra omogenitorialtà e genitorialità tradizionale.   

### Critiche e controversie
Il risultato scientifico citato sopra è stato nel tempo oggetto di varie critiche, da parte di gruppi contrari all'omogenitorialità.
Gli studi che stabiliscono la bontà dell'ambiente familiare omogenitoriale sono criticati per le ridotte dimensioni campionarie e per i metodi di campionamento non aleatorizzati, a valanga, in cui le famiglie sono state raccolte attraverso i gruppi di attivismo LGBT. Questa critica è certamente applicabile a molti dei primi studi sul fenomeno, quando mancavano registri delle famiglie omogenitoriali, non essendo queste appoggiate dalla legislazione. Tuttavia bisogna ricordare che l'abbondanza e la varietà di tali studi depone contro l'argomento della loro bassa dimensione campionaria, e che gli studi più recenti, che hanno utilizzato campioni aleatori, hanno confermato tutti i risultati del corpus precedente. Per contro, gli studi citati contro la legalizzazione dell'omogenitorialità o mancano di rigore scientifico o non studiano effettivamente le famiglie con genitori dello stesso sesso.
Questi studi mostrano ad esempio che tra gli omosessuali è presente una maggior percentuale di malattie come l'AIDS, o disordini psichici e consumo di droghe, rispetto alla popolazione eterosessuale. Questa differenza, spiegabile anche con l'emarginazione subita dagli omosessuali, non si riferisce però alla popolazione che effettivamente desidera un figlio, senza contare che valutazioni profonde e dettagliate sui possibili genitori sono prerequisiti standard per poter adottare un bambino, a prescindere dal genere e/o dall'orientamento sessuale dello stesso genitore. Gli studi che prendono in considerazione solo le coppie omosessuali che hanno figli, d'altronde, non mostrano queste differenze.
A volte invece si invocano altre ricerche di carattere generale, come quella sul generico stato di benessere dei minori e ragazzi in Inghilterra, condotta dall'Economic and Social Research Council (ESRC) oppure quella statunitense di Child Trends, nelle quali si evidenzia che i ragazzi che vivono con entrambi i genitori sono maggiormente felici di quelli che vivono senza il padre o la madre (in una famiglia monogenitoriale), ma ciò, evidentemente, non toglie nulla a famiglie che hanno non uno ma due genitori, pur dello stesso sesso.
Nel 2012, il sociologo Mark Regnerus pubblicò uno studio con un largo campione basato sulla popolazione nazionale statunitense, che pareva implicare che i figli delle coppie omosessuali fossero a maggior rischio rispetto agli altri di avere difficoltà nella vita, come a concludere gli studi o trovare lavoro. Lo studio è stato oggetto di moltissime critiche per lo scarso rigore metodologico e per come dava adito a forzate interpretazioni ideologiche. Lo stesso Regnerus ammise che lo studio non può essere riferito al modello omogenitoriale, inoltre la stessa rivista ha pubblicato in seguito una seconda analisi della stessa banca dati, che ne evidenziava l'inconsistenza e concludeva che in seguito a pulizia i dati non mostravano più evidenza di penalizzazione dei ragazzi cresciuti da coppie dello stesso sesso.
Un altro studio, similmente controverso, è stato pubblicato dal sociologo Paul Sullins, che evidenziava maggiori problemi psicologici per i bambini di coppie omosessuali. Sullins, facendo proprie le critiche tipiche ai risultati a favore dell'omogenitorialità, sostiene che i figli di coppie omosessuali abbiano maggiori probabilità di sviluppare problematiche emotive. La discrepanza tra i risultati di Sullins e quelli già accettati dalla comunità scientifica viene spiegata dallo stesso Sullins con un supposto bias di selezione dei campioni e metodologico da parte degli altri ricercatori. D'altra parte la ricerca di Sullins non distingue tra figli cresciuti nelle famiglie omogenitoriali e i figli di coppie divorziate che vivono con un genitore omosessuale e il suo partner; in questa maniera è logico che i suoi risultati siano gli stessi dello studio di Regnerus, tuttavia si tratta di una distorsione che non si può imputare alla famiglie stabili omogenitoriali: i disagi sofferti dai figli di queste coppie sono spiegabili con l'instabilità famigliare tipica di figli di genitori divorziati (il fatto che uno dei genitori fosse omosessuale e che si fosse fidanzato con una persona dello stesso sesso non aveva alcuna rilevanza).

## Normativa

### Unione Europea
A partire dal novembre 2023, il Parlamento Europeo ha introdotto il riconoscimento automatico dei minori indipendente dal modo in cui siano stati concepiti, nati o dall'identità degli affidatari. Ciò assicura ai minori gli stessi diritti previsti dalle leggi nazionali in materia di istruzione, assistenza sanitaria, custodia e successione.

## Opere ispirate al tema dell'omogenitorialità

### Narrativa
- Christian De Florio e Carlo Tumino, papa' per scelta. Quattro uomini e una stella. Rizzoli, 2022. ISBN 978-88-17-16166-4.
- Cristiana Alicata, Quattro, Edizioni il Dito e La Luna, 2006, ISBN 88-86633-43-2.
- Roberto Masiero, Una notte di niente, Treviso, Editing, 2005.
- Claudio Rossi Marcelli, Hello daddy!, Milano, Mondadori, 2011, ISBN 978-88-04-61297-1.
- Carlo Tumino, Christian De Florio, Papà per scelta[59], Ultra Edizioni, 2019, ISBN 9788867768967

### Fumetti
- Massimiliano De Giovanni, Andrea Accardi, Le semplici cose, Feltrinelli, Milano 2019, pp. 128. Graphic novel che affronta con forza, impegno e commozione il tema del pregiudizio verso l’omosessualità e quello del diritto all’omogenitorialità.
- Ebine Yamaji, Love my life, Kappa edizioni, Bologna 2005, pp. 195. Manga giapponese, che affronta con poesia il rapporto fra un padre gay e una figlia lesbica alle prese col suo coming out e la sua prima storia d'amore.
- Torino Shino, Ohana Holoholo - Ohana significa famiglia, Renbooks, Bologna 2016, pp.194. Manga giapponese con protagoniste due ragazze conviventi che allevano il figlio di una delle due.

### Film e Tv
- Il film I ragazzi stanno bene racconta la storia di una famiglia formata da una coppia lesbica e due figli ottenuti tramite inseminazione artificiale.
- La commedia Patrik 1,5 racconta la storia di una coppia gay che cerca di adottare un figlio; per una svista dei servizi sociali, però, invece di un bambino di un anno e mezzo gli arriva in casa un quindicenne teppista e omofobo.
- I film Il banchetto di nozze e Hush! mostrano come una coppia omosessuale e una donna nubile concepiscano insieme un bambino (involontariamente, nel primo caso).
- Nelle due serie televisive Queer as Folk, due lesbiche crescono un bambino avuto grazie alla donazione del seme di un loro amico.
- La serie The L word tratta di una coppia lesbica che desidera avere un figlio insieme: nasce una bambina.
- Nel film Amici, complici, amanti la coppia adotta un adolescente problematico perché gay.
- Il vizietto. In questa commedia un po' goliardica (tratta da La cage aux folles) la coppia omosessuale è alle prese col fidanzamento del figlio di uno dei due, frutto del "vizietto" dell'eterosessualità coltivato in gioventù. Il ragazzo è stato cresciuto dalla coppia gay.
- Piume di struzzo, rifacimento statunitense con Robin Williams del Vizietto.
- L'amore e basta (Italia - 2009, documentario) di Stefano Consiglio.
- Le famiglie arcobaleno, documentario, 2006.
- Over the rainbow, documentario (Italia – 2009) di Maria Martinelli e Simona Cocozza prodotto da Kamerafilm e Giusi Santoro.
- Senza fine film di Roberto Cuzzillo (opera prima, 2008)
- Homo baby boom Archiviato il 20 ottobre 2009 in Internet Archive. di Anna Boluda, documentario, Spagna, 2008.
- (EN)  Daddy & papa Archiviato il 29 novembre 2009 in Internet Archive., docufilm di Johnny Symmons.

### Canzoni
- La cantante francese Lynda Lemay ha dedicato al tema nel 2002 la canzone Les deux hommes (CD Les lettres rouges).
- Il gruppo francese Les wriggles ha cantato nel suo spettacolo del 2004 "Mon p'tit mec et moi" Archiviato il 19 ottobre 2007 in Internet Archive..
- Povia, nella canzone Ma tu sei scemo dal CD I bambini fanno oh.. e la storia continua (2005), accenna al tema nella prima strofa: "Ma tu sei scemo / quando dici che Ruggero con Simone / non avranno mai una vera relazione / perché non potranno mai avere un figlio".
- Due madri di Roberto Vecchioni.
- Twee vaders Archiviato il 2 luglio 2022 in Internet Archive. nell'album Kinderen voor kinderen n. 26 (2005).